# Balanssinne

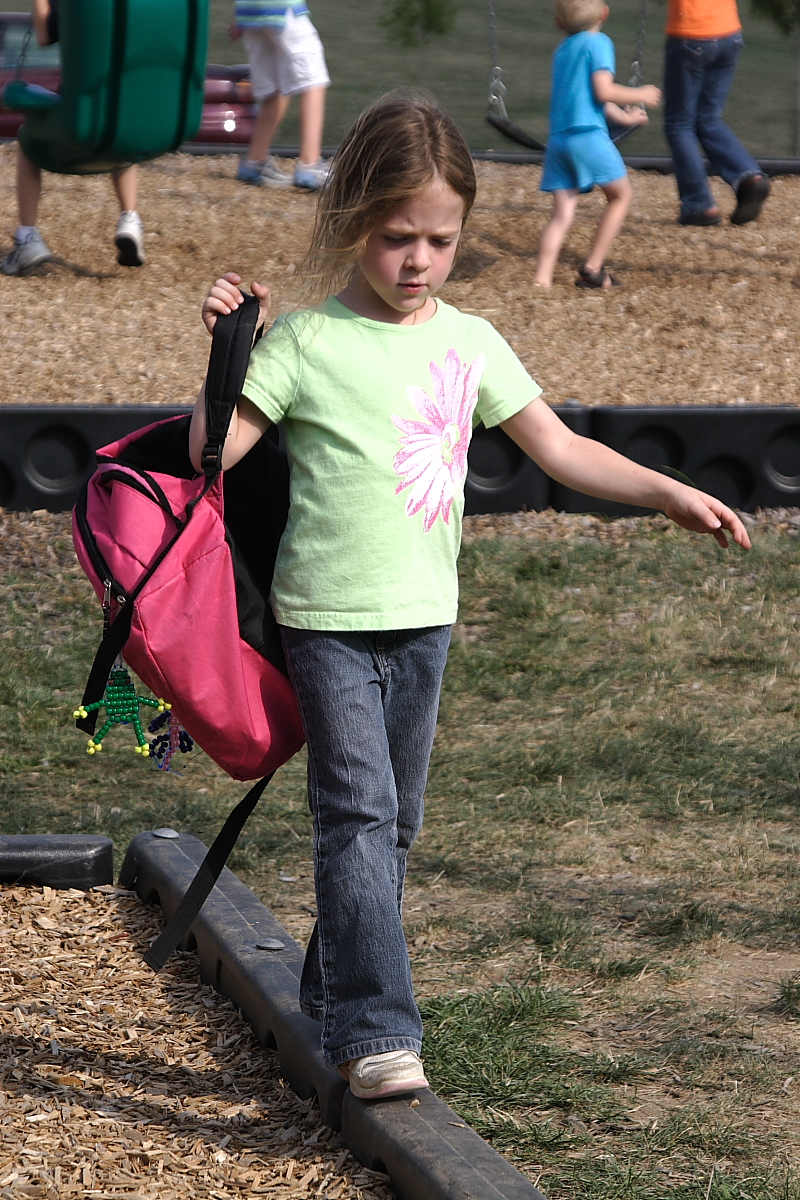
Flicka som demonstrerar sin förmåga att hålla balansen

Balanssinne är det sinne som fastställer kroppens inriktning i förhållande till tyngdkraften så att en gynnsam kroppsställning kan bibehållas.

## Balanssinnets olika delar

### Equilibrioception
Det vestibulära systemet som består av labyrinten i inneröronen känner av acceleration av huvudet och förhållandet till jordens dragningskraft. Organet består av två hinnsäckar och tre båggångar som innehåller vätska. När vi rör huvudet kommer vätskan i båggångarna i rörelse och retar sinnescellerna som rapporterar till hjärnan om olika rörelser och om huvudets läge. Att tyngdkraften är av betydelse förstås om man testar balanssinnet ute i rymden. Då kan inte vårt balansorgan avgöra vad som är upp eller ned.

### Synen
Huvudartikel Syn
Seende märker att de genast får svårt med balansen om de täcker för ögonen. Detta drabbar många äldre som på livets höst förlorar synen. En person som föds blind kan kompensera bristen på ett helt annat sätt. Därför är det viktigt att träna balansen hos äldre för att inte också balansförmågan ska försämras i takt med att synen blir sämre.
Att synen är viktig för att hålla balansen kan man testa genom att stå på ett ben och blunda.

### Proprioception
Huvudartikel Proprioception
I kroppens muskler sitter proprioceptorer som registrerar hur spända musklerna är vilket även ger en bild över musklernas läge så att man får en spatial uppfattning av hur exempelvis armar och ben befinner sig i rummet.

### Känsel
Huvudartikel Känsel
Tryck mot huden hjälper också till att hålla balansen. Om man står upp så innebär ett tryck på främre delen av foten att man håller på att ramla framåt vilket kan kompenseras genom att man lutar sig bakåt.

## Träning av balanssinnet
Balanssinnet kan tränas upp genom att man utför olika balansövningar. Inom äldrevården har man kommit till den insikten att träning av balansen motverkar situationer där stukningar, lårbensbrott och andra allvarliga skador kan bli följden på grund av balansbrist.